# Huug de Groot

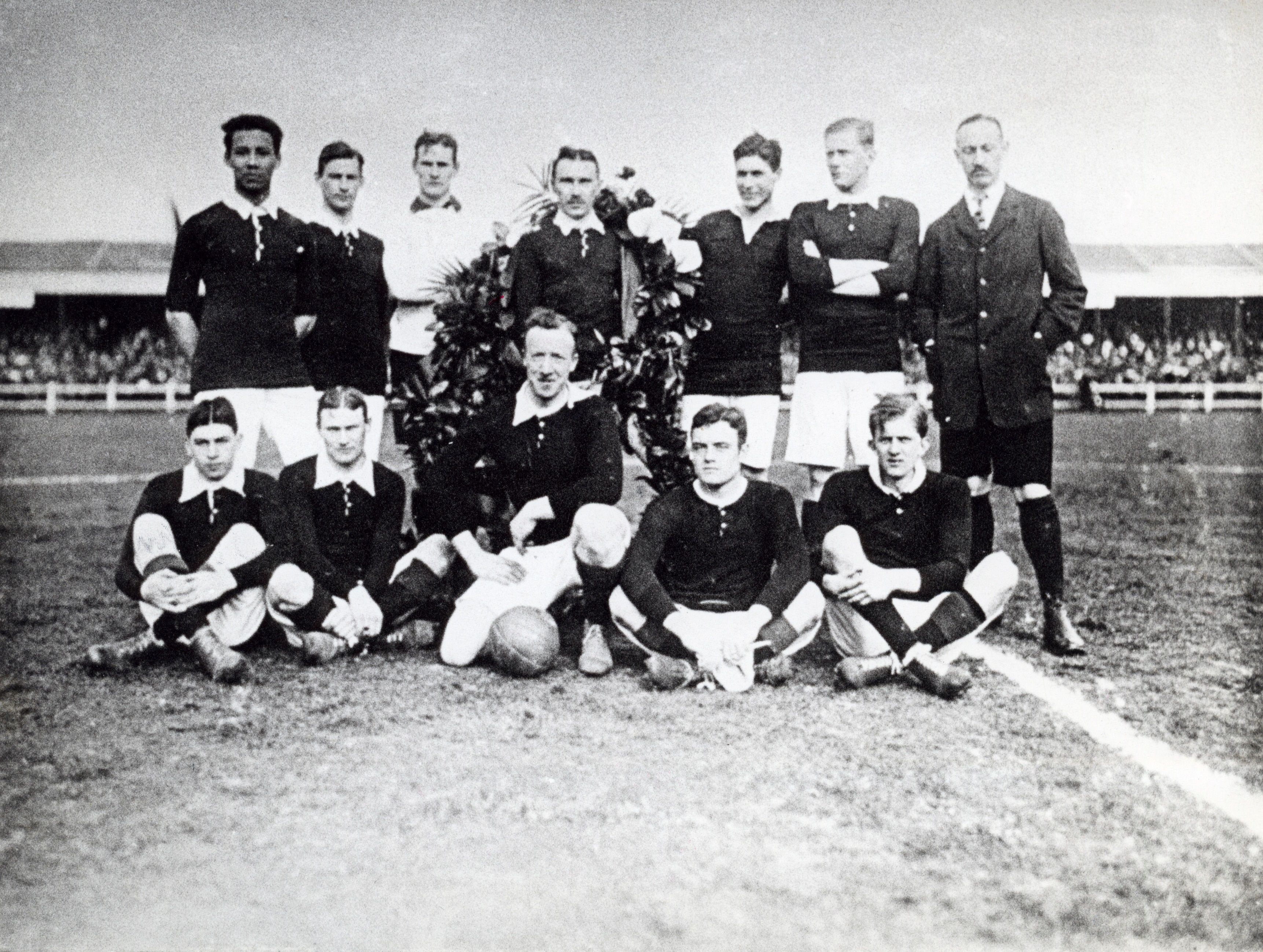
Het Nederlands voetbalelftal voor de eerste zege op Engeland (1913). De Groot zittend in het midden.

Henri Franciscus ("Huug") de Groot (Rotterdam, 7 mei 1890 – Scheveningen, 18 april 1957) was een Nederlands voetballer, die met zijn twee goals in 1913 verantwoordelijk was voor de eerste overwinning van het Nederlands elftal op Engeland. Verder maakte De Groot het 100e doelpunt voor het Nederlands voetbalelftal.

## Carrière
Henri de Groot was aanvaller bij Sparta. Met die club werd hij in de periode 1909-1915 vijfmaal landskampioen. In het seizoen 1912/1913 nam hij dertig van de 57 doelpunten voor zijn rekening.
Supporters gaven hem de bijnaam "Huug" waaronder hij bekend werd, ongetwijfeld geïnspireerd door Hugo de Groot. Als hij aanlegde voor een van zijn befaamde afstandsschoten klonk het vanaf de jongenstribune: "Huuuuuuug...." Een andere bijnaam van De Groot was "het Sparta-kanon".
Hij maakte zijn debuut in Oranje in 1912 en maakte deel uit van het elftal dat op de Olympische Spelen van Stockholm de bronzen medaille won. In de wedstrijd om het brons tegen Finland scoorde hij zijn eerste twee interlandgoals.
De Groots beroemdste internationale optreden was op 24 maart 1913, op het Houtrust-terrein in Den Haag. De tegenstander van Nederland was het Engelse amateurelftal. Dit was in voorgaande jaren enkele maten te groot voor Oranje: in 1907 werd in Darlington met 12-2 verloren en in 1909 met 9-1. De Engelsen verwachtten voor de wedstrijd op Houtrust dus andermaal een zege.
In de eerste helft wist De Groot echter de Engelse doelman met een afstandschot te verschalken. Doelman Just Göbel wist de voorsprong lang te rekken, maar nog voor rust maakten de Engelsen gelijk. Na rust kreeg Nederland een vrije trap, De Groot schoot dwars door de muur heen en de van richting veranderde bal ging in het net. Daarna volgde een Britse stormloop op het Nederlandse doel, maar aanvaller Jan Vos liet zich terugzakken en versterkte het middenveld en doelman Göbel kon verschillende keren redding bieden.
Na het eindsignaal bestormde het publiek het veld: Nederland had voor het eerst "het onoverwinnelijke Albion" verslagen. De sportpionier Pim Mulier was een van de aanwezigen. Journalist Leo Lauer beschreef daags na de wedstrijd hoe deze "correct in het zwart, hoog gehoed, (…) stillekens voor zich uitkeek naar het woest gedans en golven der menigte, telkens zijn ogen afwiste, met niemand sprak, voor zichzelf bewaarde het zoete van het nieuwe geluk".
Huug de Groot, toch een van de grote namen uit het Nederlandse voetbalverleden, speelde slechts negen interlands, omdat hij (onder andere in Dé Kessler) geduchte concurrenten had, en omdat er tijdens de Eerste Wereldoorlog geen interlands gespeeld werden. In deze wedstrijden scoorde hij zes keer.